# Кукс ет Бигарок
Кукс ет Бигарок (фр. Coux-et-Bigaroque) насеље је и општина у југозападној Француској у региону Аквитанија, у департману Дордоња која припада префектури Сарла ла Канеда.
По подацима из 2011. године у општини је живело 982 становника, а густина насељености је износила 50,8 становника/km². Општина се простире на површини од 19,33 km². Налази се на средњој надморској висини од 80 метара (максималној 245 m, а минималној 45 m).

## Демографија
| 1962. | 1968. | 1975. | 1982. | 1990. | 1999. | 2011. |
| ----- | ----- | ----- | ----- | ----- | ----- | ----- |
| 712   | 739   | 649   | 720   | 708   | 818   | 982   |

График промене броја становника у току последњих година